# Moenkhausia levidorsa
Moenkhausia levidorsa és una espècie de peix de la família dels caràcids i de l'ordre dels caraciformes.
Poden atènyer 6,4 cm de llargària total. Tenen 33 vèrtebres. Viu a àrees de clima tropical a Sud-amèrica a la conca del riu Tapajós al Brasil.